# هوراس كلارك (لاعب كرة قاعدة)
هوراس كلارك (بالإنجليزية: Horace Clarke)‏ هو لاعب كرة قاعدة أمريكي، ولد في 2 يونيو 1939 في فريدريكستيد في الولايات المتحدة.

## وصلات خارجية
- هوراس كلارك على موقعبيزبول رفرنس.كوم (الدوري الرئيسي) (الإنجليزية)